# Neopanorpa gradana
Neopanorpa gradana är en näbbsländeart som beskrevs av Cheng 1953. Neopanorpa gradana ingår i släktet Neopanorpa och familjen skorpionsländor. Inga underarter finns listade i Catalogue of Life.